# Orion (bedrijf)

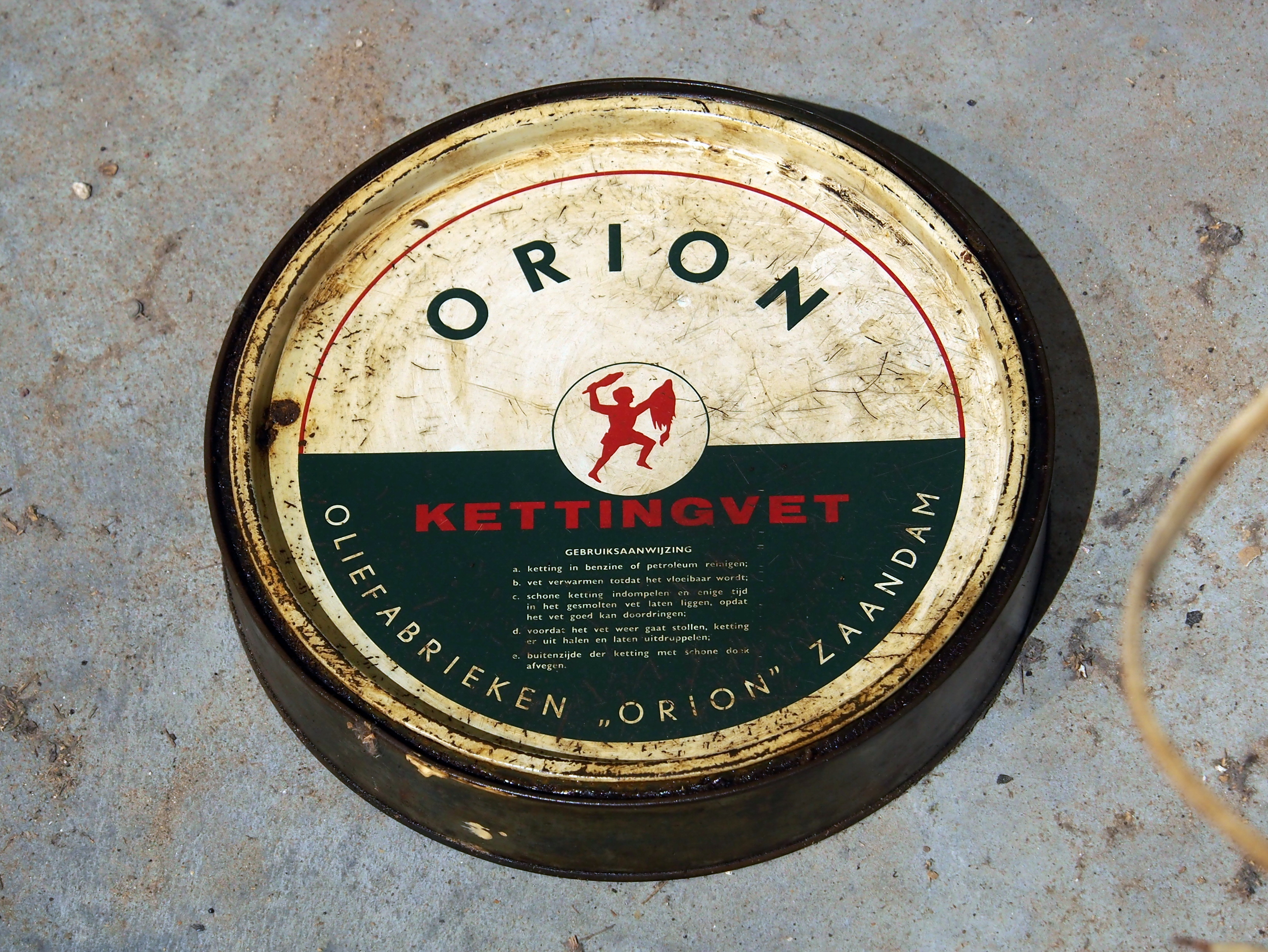
Kettingvet van Orion

Orion is een voormalig bedrijf, dat minerale olieproducten vervaardigde en verhandelde en gevestigd was aan de Westzijde te Zaandam.
Het bedrijf werd in 1899 opgericht door Jan van Heyningen. In 1910 werd een fabrieksgebouw van vier verdiepingen gebouwd dat in 1924 nog werd uitgebreid. Men produceerde poetsolie en spenenvet, dat diende om de spenen van koeien in te smeren als de huid schraal was door het melken of door slechte gezondheid. Later werd ook remvloeistof gemaakt. Daarnaast werden er oliën en vetten uit de Verenigde Staten geïmporteerd.
In 1942 werd het bedrijf overgedragen aan D.H. Reinders en na de Tweede Wereldoorlog startte men met de verkoop van benzine onder de merknaam Orion. Het bedrijf ging Orion Aardolieproducten Onderneming N.V. heten. Wegens gebrek aan opvolging werd de onderneming in 1968 verkocht aan de Burmah Trading Nederland te Voorburg. Deze integreerde de merknaam Orion in de eigen merknaam Castrol. De Zaanse oliefabriek werd gesloten.

## Externe bron
- Gemeentearchief Zaanstad